# Joachim Kerzel
Joachim Kerzel, född 10 december 1941 i Hindenburg, Tyskland (nu Zabrze, Polen), är en tysk skådespelare och dubbare. Han har dubbat flera utländska filmskådespelare, läst in ljudböcker och är speakerröst i flera tyska trailers.
Kerzel är bosatt i Berlin och har varit gift med skådespelerskan Maria Körber.

## Dubbningsroller (urval)
Några skådespelare åt vilka han har gett röst:
- Jack Nicholson bland annat som Jokern i Batman, Melvin Udall i Livet från den ljusa sidan
- Anthony Hopkins, bland annat som Hannibal Lecter i Hannibal och Röd drake, Doktor Frederick Treves i Elefantmannen, eller som Ted Brautigan i Hjärtan i Atlantis)
- Jean Reno
- Dennis Hopper, till exempel i Blue Velvet
- Dustin Hoffman
- Harvey Keitel
- Robert Wagner
- Barry Nelson, som Stuart Ullman i The Shining